# Hugo Rodriguez
Ne doit pas être confondu avec Hugo René Rodríguez.
Hugo Rodriguez, né le 2 avril 1991, est un footballeur français évoluant au poste de milieu de terrain.

## Biographie

### En formation à Montpellier
Hugo Rodriguez est né à Montpellier où il intègre le centre de formation du Montpellier HSC à son adolescence jusqu'à ses dix-neuf ans où il est recruté par l'AC Arles-Avignon, alors relégué en Ligue 2 après une saison dans l'élite. Il arrive au club provençal en même temps que son partenaire Téji Savanier, également issu du centre de formation héraultais.

### Découverte du monde professionnel

#### De rares apparitions sous le maillot acéiste
Évoluant en CFA puis en CFA2 avec le Montpellier HSC, Hugo découvre le professionnalisme avec la formation acéiste en deuxième division à l'occasion du premier tour de la saison 2011-2012 où il prend part à peu de rencontres pour un temps de jeu à peine supérieur à une heure. Il effectue donc ses débuts professionnels lors de la Coupe de la Ligue face au Mans FC, entrant en jeu à la 88e minute. Une semaine plus tard, pour le compte de la 1re journée de Ligue 2 face à la même équipe de la Sarthe, il entre sur le terrain à la 85e minute. Le changement d'entraîneur avec le passage de Faruk Hadžibegić à Thierry Laurey ne change pas sa situation au club et il n'est utilisé qu'à une seule reprise lors de la seconde moitié de la saison.
La saison suivante, il doit patienter jusqu'à la 15e journée du championnat pour avoir du temps de jeu alors que l'entraîneur a de nouveau changé à la suite de la mauvaise série arlésienne de l'automne. Pierre Mosca qui assure un long intérim à la tête de la formation provençale lui permet de faire plusieurs entrées en jeu durant l'hiver et le titularise lors des trois rencontres de l'AC Arles-Avignon en Coupe de France.

#### Un rôle de plus en plus prépondérant
Alors que Franck Dumas qui a pris la tête de la formation au printemps 2013 ne lui offre aucun temps de jeu durant le reste de la saison 2012-2013, il lui fait part, à l'été, de sa confiance pour la saison suivante. C'est alors que son temps de jeu augmente considérablement et n'est plus seulement composé de remplacements. Il participe ainsi à la 1re journée de la saison 2013-2014 face au Havre AC où il joue trente minutes. Sa première titularisation intervient lors de la troisième journée face au FC Metz. Depuis le début de saison, il enchaîne donc les titularisations au milieu de terrain d'une formation qui semble avoir trouvé de la stabilité vis-à-vis des années précédentes. Par la suite, il devient capitaine de l'équipe provençale jusqu'à sa rétrogradation administrative à l'été 2015.

#### Arrivée en Ligue 1
Après plusieurs semaines dans l'incertitude, le 17 août 2015, Hugo Rodriguez s'engage avec le Stade de Reims pour un contrat de quatre ans.
Auteur d'une première saison difficile où il ne perce pas en Ligue 1, il retrouve du temps de jeu au cours de la saison 2016-2017 avec vingt-cinq apparitions en Ligue 2. Néanmoins, après seulement deux saisons au Stade de Reims, il raccroche les crampons à l'été 2017 pour se rapprocher de sa famille et ouvrir un parc d'attractions à Rochefort-du-Gard au printemps 2019.

## Statistiques
| Saison                | Club                  | Championnat           | Championnat | Championnat | Coupe nationale | Coupe nationale | Coupe de la Ligue | Coupe de la Ligue | Total | Total |
| Saison                | Club                  | Division              | M.          | B.          | M.              | B.              | M.                | B.                | M.    | B.    |
| 2011-2012             | AC Arles-Avignon      | Ligue 2               | 6           | 0           | 0               | 0               | 1                 | 0                 | 7     | 0     |
| 2012-2013             | AC Arles-Avignon      | Ligue 2               | 9           | 0           | 3               | 0               | 0                 | 0                 | 12    | 0     |
| 2013-2014             | AC Arles-Avignon      | Ligue 2               | 33          | 1           | 1               | 0               | 2                 | 0                 | 36    | 1     |
| 2014-2015             | AC Arles-Avignon      | Ligue 2               | 30          | 0           | 1               | 0               | 3                 | 0                 | 34    | 0     |
| Sous-total            | Sous-total            | Sous-total            | 78          | 1           | 5               | 0               | 6                 | 0                 | 89    | 1     |
| 2015-2016             | Stade de Reims        | Ligue 1               | 3           | 0           | 0               | 0               | 0                 | 0                 | 3     | 0     |
| 2016-2017             | Stade de Reims        | Ligue 2               | 25          | 0           | 3               | 0               | 0                 | 0                 | 28    | 0     |
| Sous-total            | Sous-total            | Sous-total            | 28          | 0           | 3               | 0               | 0                 | 0                 | 31    | 0     |
| Total sur la carrière | Total sur la carrière | Total sur la carrière | 106         | 1           | 8               | 0               | 6                 | 0                 | 120   | 1     |